# بنيامين دانسو
بنيامين دانسو (بالألمانية: Benjamin Danso)‏ هو لاعب اتحاد الرغبي ألماني، ولد في 9 يناير 1984.